# Colegiul Național Elena Cuza din București
Colegiul Național „Elena Cuza” este un liceu situat în sectorul 6 din București. 
Liceul și-a început perioada modernă la data de 1 septembrie 1971 sub titulatura de Liceul Pedagogic de Educatoare, prin mutarea fostului Liceu Pedagogic de Educatoare. În anul 1981 se comasează cu Liceul Pedagogic de Învățători București și funcționează până în anul 1991 sub denumirea Liceul Pedagogic București. În perioada 1991-1994 funcționează cu denumirea de Școala Normală, iar până în 1999 cu denumirea de Școala Normală „Elena Cuza”. Din 1999 și până în prezent funcționează cu denumirea Colegiul Național „Elena Cuza”.
Liceul dispune de 2 laboratoare de informatică, 1 laborator de chimie, un laborator de fizică, precum și de o sală de sport.

## Istoric
Rădăcinile istorice ale acestui liceu pornesc din 29 iulie 1862 când, prin inițiativa doctorului Carol Davila și cu sprijinul financiar al Elenei Cuza, s-a pus piatra de temelie a viitoarei clădiri a Liceului Industrial de fete „Azilul Elena Doamna”.